# Velika Grabovnica (Brus)
Velika Grabovnica (em cirílico: Велика Грабовница) é uma vila da Sérvia localizada no município de Brus, pertencente ao distrito de Rasina. A sua população era de 582 habitantes segundo o censo de 2011.

## Demografia
| 1948 | 1953 | 1961 | 1971 | 1981 | 1991 | 2002 | 2011 |
| ---- | ---- | ---- | ---- | ---- | ---- | ---- | ---- |
| 748  | 768  | 791  | 733  | 691  | 627  | 651  | 582  |